# District de Bạch Long Vĩ
Bạch Long Vĩ est une ile et un district rural de Haïphong dans le delta du fleuve Rouge au Viêt Nam. 

## Géographie
La superficie du district est de 3,045 km2. 